# Propstroom

Propstroom of propstroming (Engels: plug flow) is een benadering van het stromingsprofiel in een buis bij hogere snelheden.
Bij deze snelheden is het stromingsprofiel niet meer parabolisch zoals in laminaire stroming, maar is de snelheid in het midden van de buis ongeveer constant, en valt ze pas vlak bij de wand snel af naar nul (de zogeheten grenslaag). Bij de beschrijving als propstroming neemt men aan dat de snelheid volledig constant is over de gehele doorsnede van de buis. Deze benadering wordt onder meer toegepast in de chemische technologie bij het ontwerp van reactoren.